# Christoph Gossweiler
Christoph Gossweiler, peintre suisse né le 11 octobre 1950 à Hüttlingen (Thurgovie), a vécu de 1968 à 1979 à Zofingen puis depuis 1979, à Strengelbach dans le canton d'Argovie.

## Parcours professionnel
Christoph Gossweiler, surtout connu pour ses peintures monochromes, commence sa carrière comme dessinateur autodidacte, puis peintre. Il a été influencé par l’Art concret né dans les années 1940, à Zurich. Passionné de voitures, l’artiste a réalisé plusieurs œuvres sur le sujet, tel son monochrome bleu présenté en 1981 au Musée des beaux-arts d'Argovie. Dans les années 1970 il fait la connaissance de Willy Müller-Brittnau, peintre suisse. Depuis 1974 il travaille en tant qu’indépendant ; entre 1976 et 1980 il est collaborateur de la Dritte Galerie, Zofingen et en 1979 il est cofondateur du Freistilmuseum (Musée du style libre à Zofingen), en collaboration avec Hans Ruedi Steider et Michael Stuker. Ce « musée » d’un genre un peu particulier est pensée comme une collection plutôt qu’une institution, il n’existe que temporairement à l’occasion d’expositions. En 1977 il obtient la bourse d’art helvétique. Les peintures de Christoph Gossweiler apparaissent, tout d’abord, comme des faces monochromes dont la couleur et les dimensions semblent aléatoires. En réalité, comme l’artiste le dit lui-même, « les indications concernant les dimensions, la couleur choisie et la technique picturale sont décidées en fonction du contexte et du sujet, de telle manière que les tableaux deviennent des objets accessoires d’une certaine idée, d’un thème spécifique». 

### Principales expositions
- 1973 : Weihnachtsausstellung, Musée des beaux-arts d'Argovie
- 1974 : Gruppenausstellung, Galerie 68, Zofingen
- 1975 : Galerie Média, Neuchâtel
- 1975 : Weihnachtsausstellung, Kunsthaus Aarau
- 1976 : Künstler einer Region, Dritte Galerie, Zofingen,
- 1976 : Intervention de 3 jours dans le Blumenhalde Park, Aarau
- 1976 : Galerie Lydia Megert, Bern, avec Rudolf Mattes et Jürg Stäuble
- 1978 : Galerie Lydia Megert, Bern
- 1978 : Podiums-Ausstellung, Galerie A.Emmerich, New York
- 1980 : S-Space, New York (avec John M. Armleder und Helmut Federle)
- 1981 : 4.2, Musée des beaux-arts d'Argovie
- 1982 : ART 13, Basel
- 1983 : Le Consortium, Dijon (avec John M. Armleder)
- 1983 : International Kunstmarkt, Galerie Média, Köln (avec Balthasar Burkhard)
- 1996 : Galerie E.Staffelbach, Lenzburg (avec Michael Biberstein)
- 1997 : Galerie Gaxotte, Porrentruy
- 1998 : Hans Trudel-Haus, Galerie und Stiftung, Baden (avec Olivier Mosset)
- 2002 : Hans Trudel- Haus Galerie und Stiftung, Baden
- 2003 : Kunstmuseum Olten
- 2005 : Peintures, Galerie Hubert Bächler, Zürich
- 2006 : Centre culturel suisse, Paris
- 2008 : Galerie Hubert Bächler, Zürich
- 2009 : Christoph Gossweiler, peintures, Musée Calbet, Grisolles